# León Felipe
Felipe Camino Galicia de la Rosa, conegut com a León Felipe (Tábara (Zamora), 11 d'abril de 1884 - Ciutat de Mèxic, 18 de setembre de 1968), va ser un poeta castellà que formà part de la generació del 27.

## Infantesa i joventut
Va néixer en una família acomodada, el seu pare era notari. Després de llicenciar-se en farmàcia, León Felipe va començar una vida plena de peripècies, començant per la regència de diverses farmàcies en diversos pobles d'Espanya i recorrent a la vegada el territori de l'Estat com a còmic d'una companyia de teatre.
Va estar tres anys a la presó, acusat de desfalc, i contragué un matrimoni fracassat amb la peruana Irene Lambarri, residint amb ella a Barcelona. La seva vida bohèmia el va portar a una situació econòmicament complicada cap a l'any 1919, quan iniciava la seva obra poètica a Madrid.

## Poeta i republicà
Després de tres anys d'estada a Guinea Equatorial, en aquells anys colònia espanyola, treballant com a administrador d'hospitals, va viatjar a Mèxic el 1922, amb una carta d'Alfonso Reyes que li obriria les portes de l'ambient intel·lectual mexicà. Va treballar com a bibliotecari a Veracruz, i com a professor de literatura espanyola a la Universitat Cornell dels Estats Units. Es va casar per segon cop, amb Berta Gamboa, que també era professora. Va tornar a Espanya poc abans d'iniciar-se la Guerra Civil Espanyola, militant al costat de la República fins al 1938, any en el qual es va haver d'exiliar definitivament a Mèxic, passant a ser agregat cultural de l'Ambaixada de la República Espanyola a l'exili, única reconeguda pel Govern mexicà. Va morir a Ciutat de Mèxic el 18 de setembre de 1968.

## Obres
La seva obra se sol associar a la de Walt Whitman, del que va ser-ne traductor. Comparteix amb ell el to enèrgic, de proclama i arenga quasi religiosa, i l'impacient cant a la llibertat.
Després de la celebració el 2004 dels cent vint anys del seu naixement, continua havent-hi partidaris que es reivindiqui León Felipe como un poeta major superant les dificultats que durant la seva vida tingué per la seva independència de tots els corrents literaris de l'època i la seva condició d'exiliat.

### Poesia
- Versos y oraciones del caminante (1920 i 1929).
- Drop a Star (1933).
- La insignia (1936).
- Pescador de caña (1938).
- Español del éxodo y del llanto (1939).
- El gran responsable (1940).
- Canto a mi mismo, una traducció d'una obra de Walt Whitman (1941).
- El poeta prometeico (1942).
- Ganarás la luz (1943).
- Parábola y poesía (1944).
- Llamadme publicano (1950), títol que va ser una imposició de l'editor (Almendros y Cia. Editores, S.A., Mèxic), ja que l'autor l'havia titulat inicialment Versos y Blasfemias del caminante
- El ciervo (1954).
- Belleza cruel (1958).
- ¿Qué se hizo del rey don Juan? (1962).
- Rocinante(1967).
- Israel, discurs poètic pronunciat el 31 de juliol de 1967 i publicat posteriorment el 1970.
- ¡Oh, este viejo y roto violín! (1968).
- Versos del merólico o del sacamuelas (1982).

### Teatre
Obres originals:
- La Manzana (1951).
- El Juglarón (1961).

Adaptacions d'obres de Shakespeare:
- Macbeth o el asesino del sueño (1954).
- Otelo o El pañuelo encantado
- No es cordero... que es cordera (basada en "Twelfh Night")

Les traduccions que va fer León Felipe van ser molt nombroses, sobretot pel que fa a teatre renaixentista anglès. Es desconeixen les dates d'algunes d'elles, entre les quals una que s'ha perdut, "No quemen a la dama", de l'original anglès "The lady is not for burning". Actualment la major part de la seva obra extraordinària de traductor i adaptador s'ha perdut.